# Parque Simón Bolívar (Andes)
El Parque Simón Bolívar es un parque urbano colombiano ubicado en el municipio de Andes, ubicado en pleno corazón del municipio de Andes, es un centro fundacional, un ícono urbano, quizá el más históricamente significativo de la urbe, donde los andinos han confluido y considerado por generaciones como principal lugar de encuentro y como principal referente de su municipio frente a visitantes y foráneos; al igual que el Parque Simón Bolívar en Bello, en Itagüí y el Parque de Berrío en Medellín, el parque es el eje de la nomenclatura vial del municipio: en su costado nororiental se encuentra la Calle 51, en el suroriental, la Carrera 50, en el suroccidental la Calle 50 y en el noroccidental la Carrera 51.
En el centro del parque se encuentra una enorme fuente de agua, Asimismo hay una escultura de Simón Bolivar en el costado occidental del parque, justo al frente de las instalaciones de la caja de compensación Comfenalco. En su lado sur se encuentra la Iglesia de Nuestra Señora de las Mercedes, la principal y más antigua del municipio, Asimismo, a su alrededor se encuentran locales comerciales y sucursales de diversas entidades bancarias.